# Reino de Jaén (Corona de Castilla)
El Reino de Jaén fue una jurisdicción territorial o provincia de la Corona de Castilla desde la Reconquista hasta la división territorial de España en 1833. Conocido como el «Santo Reino», comprendió un territorio que coincide aproximadamente con la actual provincia de Jaén. Las localidades que lo componían, según el Catastro de Ensenada, pueden verse en el anexo Localidades del reino de Jaén.

## Historia
Tras la reconquista del territorio, se creó un reino en torno a Baeza, dando continuidad a la Taifa de Baeza, sirviendo para restaurar la desaparecida diócesis de Cástulo-Baeza, pasando desde 1252 de la intitulación a la subscripción real de la data. Sin embargo, Jaén, que anteriormente había sido capital de la Taifa de Jaén, ocuparía una posición significativa, apareciendo en la larga lista de las intitulaciones reales. Los principales concejos del reino de Jaén fueron Andújar, Úbeda, Baeza —que terminaría confirmando un pequeño señorío—, Martos, Cazorla y Alcalá la Real.
Desde el punto de vista jurisdiccional el territorio del reino de Jaén era tanto realengo como señorial, existiendo en él señoríos tanto laicos como eclesiásticos. Entre los primeros se encontraban los territorios de la casa de Santisteban del Puerto, la casa de Alburquerque, la casa de los Cobos y de la casa de Arcos. Entre los segundos estaban el Adelantamiento de Cazorla y la Encomienda de Martos, propiedad del Obispado de Toledo y de la Orden de Calatrava respectivamente, así como Albanchez, de la Orden de Santiago.
El Reino de Jaén poseía dos exclaves territoriales situados en el Reino de Córdoba, que eran Belmez y Villafranca de Córdoba. Por el contrario, el Reino de Granada tenía un enclave en el Reino de Jaén, formado por Bélmez de la Moraleda y Solera.
El 10 de octubre de 1444, el futuro Enrique IV de Castilla, por entonces príncipe de Asturias, se convirtió en el primer y único príncipe de Jaén.
En el siglo xviii, en territorios del Reino de Jaén se fundaron las Nuevas Poblaciones de Sierra Morena, mientras que en los reinos de Córdoba y Sevilla se crearon las de Andalucía. El reino estaba dividido en los partidos jurisdiccionales de Jaén, Baeza, Úbeda, Andújar y Martos. 
En 1809, el rey José I Bonaparte proyecta un nuevo orden territorial de la península basada en departamentos al estilo francés, que haría desaparecer al Reino de Jaén para convertirla en el departamento del Guadalquivir Alto y con capital en La Carolina. Es el 17 de abril de 1810 cuando José Bonaparte decreta la división del reino en 38 prefecturas, correspondiendo al Reino de Jaén la prefectura del Guadalquivir Alto, finalmente con capital en Jaén y a su vez dividida en tres subprefecturas: Jaén, La Carolina y Úbeda. Debido a la guerra de la Independencia, este ordenamiento territorial no se llegó a aplicar completamente al haber muchas zonas no controladas por el ejército francés. Terminada la guerra en 1813, las prefecturas desaparecen para volver al estado anterior del antiguo régimen, habilitándose de nuevo el Reino de Jaén.
En 1833, tras 587 años de existencia, el Real Decreto de 30 de noviembre suprimió el Reino de Jaén, creándose la actual provincia de Jaén, que se formó uniendo las localidades del reino homónimo, algunas localidades del Reino de Murcia, y dos poblaciones que hasta entonces pertenecían a La Mancha: Beas de Segura y Chiclana de Segura. Los lugares del Reino de Murcia que se incorporaron a Jaén fueron Benatae, Génave, Orcera, Santiago de la Espada, Segura de la Sierra —con los agregados de La Puerta y de Bujaraiza—, Siles, Torres y Villarrodrigo. 
La nueva provincia incorporó los dos exclaves del Reino de Granada que existían en el Reino de Jaén: Bélmez de la Moraleda y Solera, que era un municipio independiente y hoy día integrado en el de Huelma. Asimismo, también perdió dos exclaves que poseía, Belmez y Villafranca de las Agujas, que fueron integrados en la provincia de Córdoba. Actualmente, la provincia está compuesta por los municipios que pueden verse en el anexo municipios de la provincia de Jaén.

El Reino de Jaén según las Respuestas Generales del Catastro de Ensenada (1750-54).
El Reino de Jaén en el contexto de los territorios de la Corona de Castilla en 1590.